# Tower Palace Two
Le Tower Palace Two est une partie du complexe Tower Palace à Séoul en Corée du Sud. Il comprend deux tours : la Tower Palace 2 Tower E, et la Tower Palace 2 Tower F.